# Martin Gunnarsson
Martin Ingemar Gunnarsson, född 30 mars 1927 i Töreboda i Sverige, död 23 september 1982 i Columbus i Georgia, var en amerikansk sportskytt.
Han blev olympisk bronsmedaljör i gevär vid sommarspelen 1964 i Tokyo.